# Dance! ウチュウチュ
｢Dance! ウチュウチュ｣ (ダンス ウチュウチュ)は｢忍たまにっぽん宇宙旅｣のオリジナル曲で乱太郎ときり丸としんべヱが歌っている楽曲。2020年10月24日に発表された曲。リリースは未定。

## 曲の詳細
1. Dance! ウチュウチュ [4:25]
  - 作詞 : もりちよこ 作曲 : 馬飼野康二